# Hyung Jae-young
Hyung Jae-young (kor. 형재영; * 24. Februar 1971) ist ein ehemaliger südkoreanischer Marathonläufer.
1991 wurde er Vierter und 1992 Dritter beim Chuncheon-Marathon. 1993 wurde er Zweiter beim Dong-A-Marathon und gewann Bronze bei der Universiade.
1999 siegte er beim Dong-A-Marathon, kam bei den Leichtathletik-Weltmeisterschaften in Sevilla auf den 21. Platz und wurde mit seiner persönlichen Bestzeit von 2:10:37 h Zweiter beim Hofu-Marathon.
Im Jahr darauf siegte er beim Gunsan-Marathon. 2002 wurde er Vierter in Gunsan, 2003 kam er beim Berlin-Marathon auf den 17. Platz.